# Peucedanum fallax
Peucedanum fallax är en flockblommig växtart som beskrevs av Josef Franz Freyn och Paul Ernst Emil Sintenis. Peucedanum fallax ingår i släktet siljor, och familjen flockblommiga växter. Inga underarter finns listade i Catalogue of Life.